# Odeon (Milano)
L'Odeon di Milano è un edificio situato nei pressi di piazza Duomo. Utilizzato in passato come cinema multisala (fino al 31 luglio 2023) e teatro, è stato inaugurato nel 1929. Il nome Odeon deriva dal greco "ode" ("cantare") e significa "costruzione destinata alle gare musicali".

## Storia

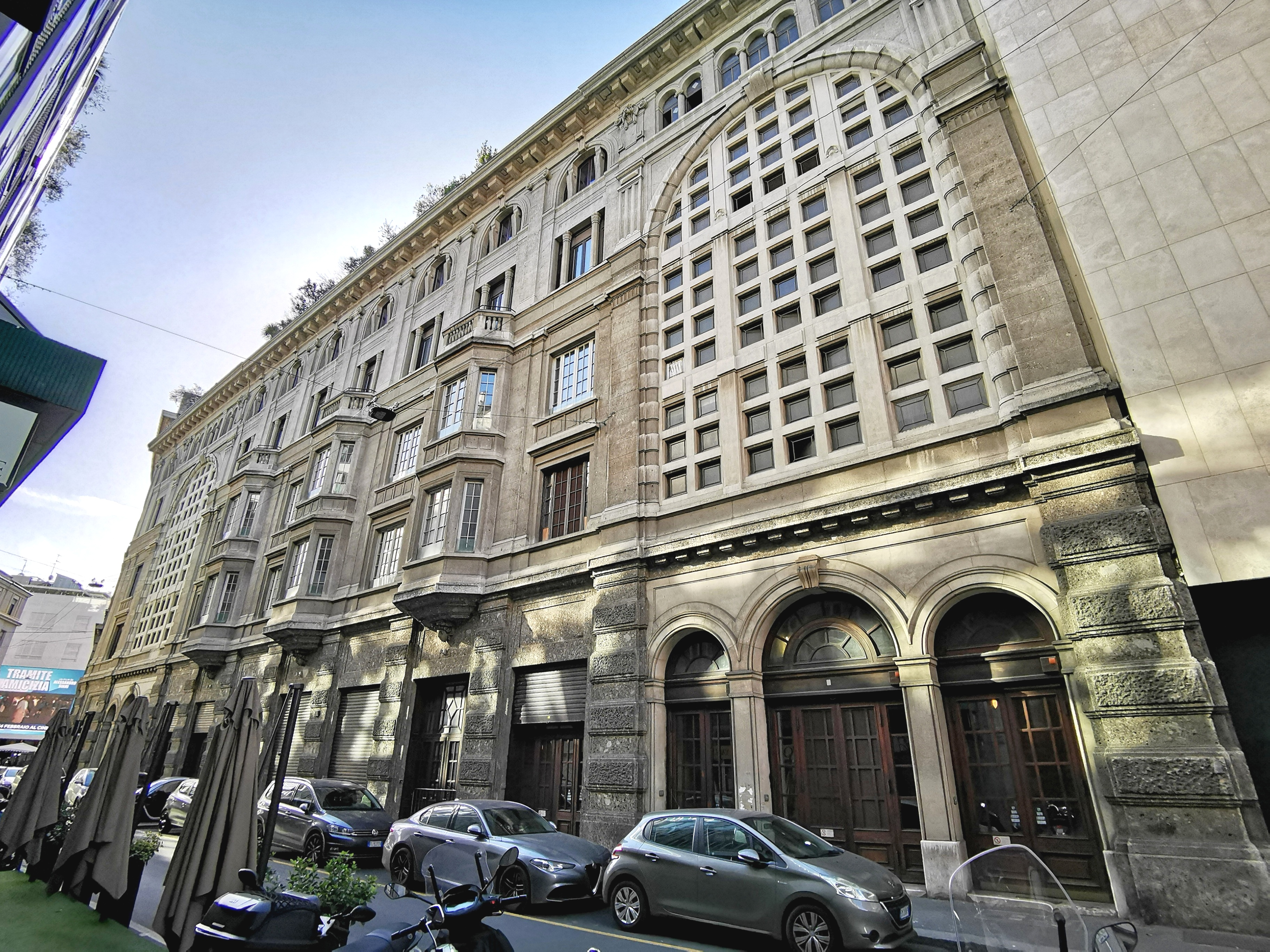
Facciata su via Agnello

Al posto dell’Odeon, sorgeva in precedenza la centrale Santa Radegonda, prima centrale termoelettrica d’Italia, demolita nel 1926. Con il contributo della famiglia Pittaluga, che in quegli anni si occupava di produzione cinematografica, tra il 1927 e il 1929 venne costruito il nuovo edificio su progetto di Giuseppe Laveni e Aldo Avati. L’inaugurazione avvenne il 26 novembre 1929, con un'anteprima a inviti e vi parteciparono anche le autorità cittadine. Il primo direttore fu Guido Bossi. Nei periodi di flessione degli incassi, come sul finire degli anni trenta e nel periodo bellico, l’Odeon abbina anche il music-hall. Colpito durante i bombardamenti dei primi d’agosto 1943, l’Odeon riapre il 7 novembre dello stesso anno. Dopo la riapertura ospita i concerti dell’orchestra del Teatro alla Scala, danneggiato dai bombardamenti di agosto.
Nel 1956 l’Odeon è una delle prime sale ad attrezzarsi con teleproiettore per la trasmissione dello spettacolo su grande schermo. Il cinema è gestito dalla ditta Lodigia, a cui segue la ECI (Esercizio Cinematografico Italiano) di Roma. Nel 1963 Remigio Paone segue a Bossi come direttore. L’Odeon viene rilevato dal gruppo americano Cannon nel 1986 diventando la prima multisala milanese col nome di Cannon Odeon, inaugurata nel mese di settembre. La multisala viene acquistata nel 1988 dal circuito Cinema 5, facente capo al gruppo Mediaset, e il nome cambia in “Odeon Cinema 5”. Nel 1993 vengono inaugurate due nuove sale, per un totale di 10 sale. All’esterno del cinema vengono installati anche 10 manifesti luminosi, indicati i film e i posti ancora disponibili. 
Nel 2009 nasce The Space Cinema, nel cui progetto rientra anche l’Odeon, che cambia il nome in The Space Odeon. Nella sera del 29 novembre 2009 scoppia un incendio causato probabilmente da un cortocircuito e alcuni giorni dopo riaprono alcune sale, ma sono necessari lavori all’impianto elettrico e alle uscite di sicurezza per riaprire a pieno regime nel maggio 2010. Nell’estate 2011 l’Odeon chiude ancora per lavori di riammodernamento, riaprendo alla fine di agosto. Nel 2021 è arrivata la delibera per il progetto di riconversione dell’edificio, le cui sale passeranno da 10 a 5 nei piani interrati. Gli spazi ceduti passeranno ad uso commerciale.
Il 1º agosto 2023 il cinema ha chiuso per essere riconvertito: nell'edificio, oltre a 5 sale cinematografiche, troveranno spazio anche una galleria commerciale, ristoranti e uffici.

## Architettura

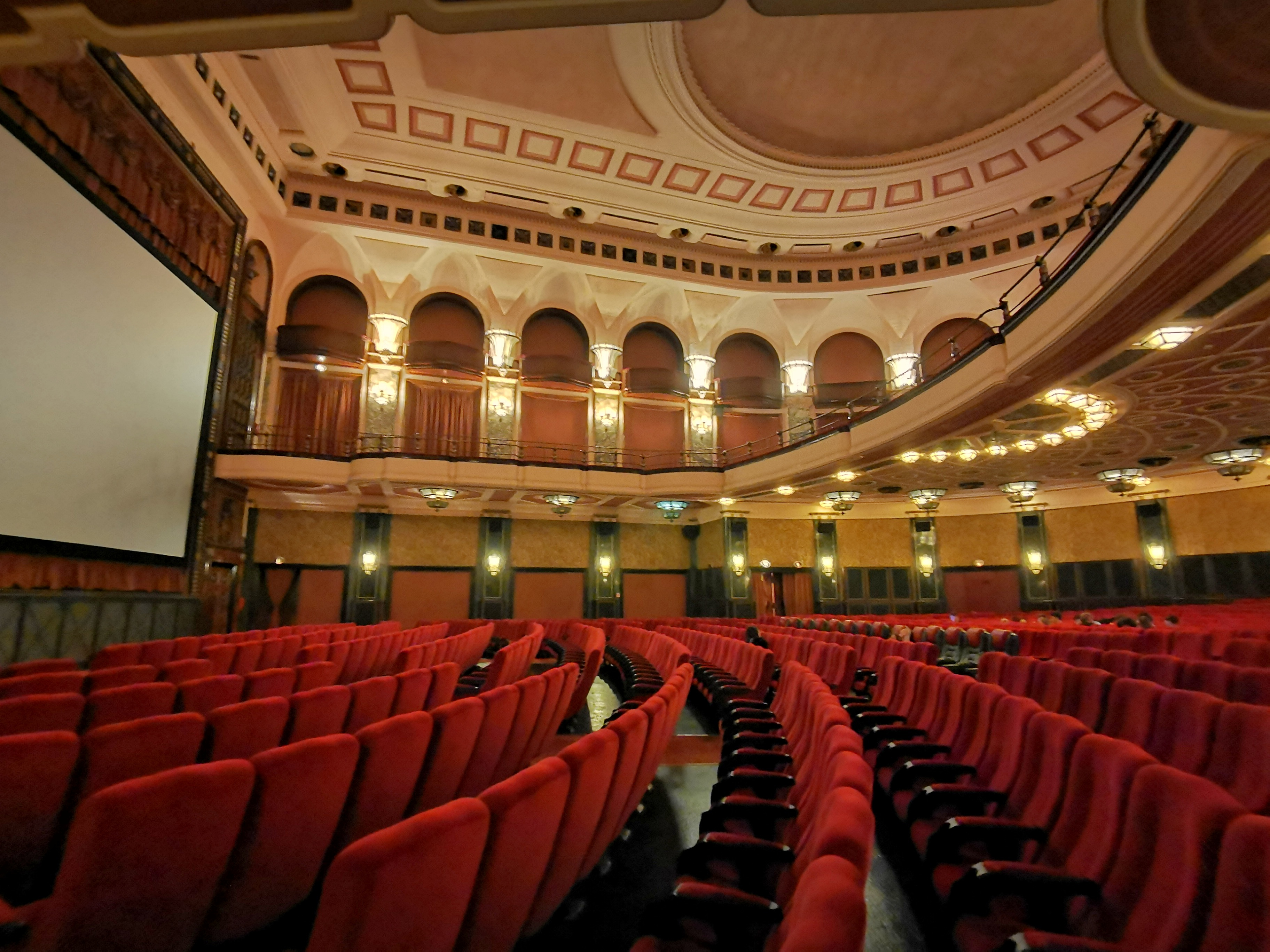
Sala principale

L’esterno del cinema ha uno stile tendente all’art déco, accompagnato da un certo monumentalismo. L’ingresso su via Santa Radegonda è caratterizzato da un monumentale portico con grandi colonne e colonnine, fregi, timpani, cornici, balaustre e nicchie con statue. È formato da sette portoni arcuati in legno e vetro e un soffitto in legno a cassettoni. Al di sopra del primo e del settimo arco si trovano 4 nicchie con statue a rappresentare il Cinema, il Teatro, la Danza e la Musica, raffigurati rispettivamente come una donna con una rudimentale cinepresa, una donna con una maschera ai suoi piedi, Isadora Duncan e Apollo. 
L’ampio vestibolo e l’atrio sono impreziositi da pilastri rivestiti di legno e da pannelli raffiguranti scene allegoriche sopra le porte. All’interno dispone di un teatro interrato da 900 posti, passati nel 1986 a 540, un cinema a tre piani da 1170 posti e altre 6 sale tra i 100 e i 250 posti. Nel 1993 sono state aggiunte la sala 9, al piano terra con 137 posti, e la sala 10, ricavata da una parte dell’ingresso della galleria del vecchio cinema e con 117 posti. Al terzo piano erano compresi in origine un salone ristorante e uno da ballo, facenti parte attualmente delle aree commerciali e degli uffici, che proseguono fino al sesto piano. 
Attraverso un’elegante scalinata si accede alla galleria della sala principale, arricchita, quest’ultima, da marmi, drappeggi, tappezzerie, ottoni sulla balconata e lampade a muro in bronzo. Lo schermo è circondato da quattro cornici distanziate in profondità, all’interno delle quali sono situati gli altoparlanti e 2600 lampadine che creano gli effetti cromatici in tutta la sala. Sopra lo schermo è posta la scritta in caratteri dorati “Ex taenebris vita” (dalle tenebre la vita).

## Galleria d'immagini
Le immagini sono relative al periodo di utilizzo come cinema multisala (sino al 31 luglio 2023).

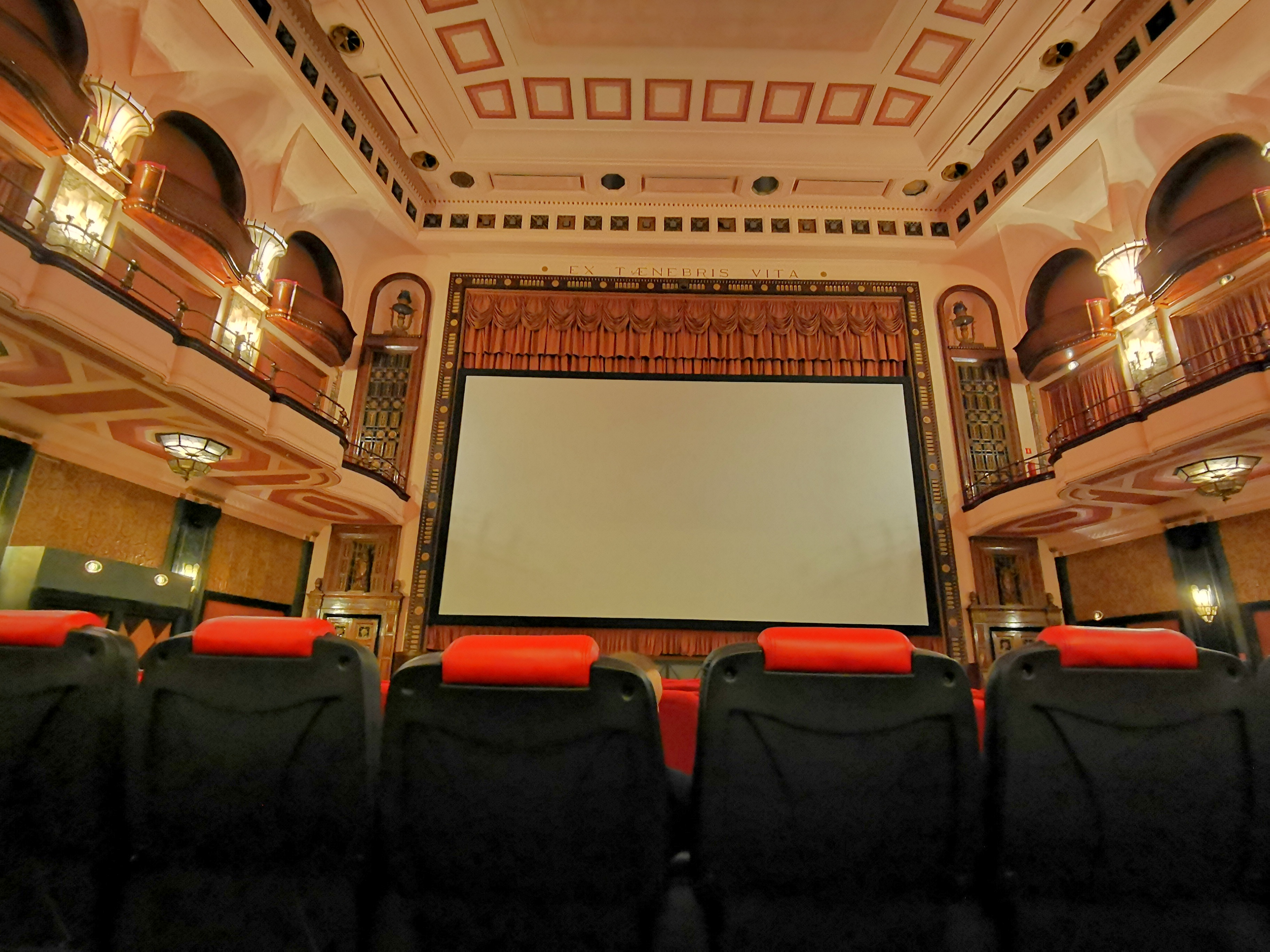
Palcoscenico della sala principale
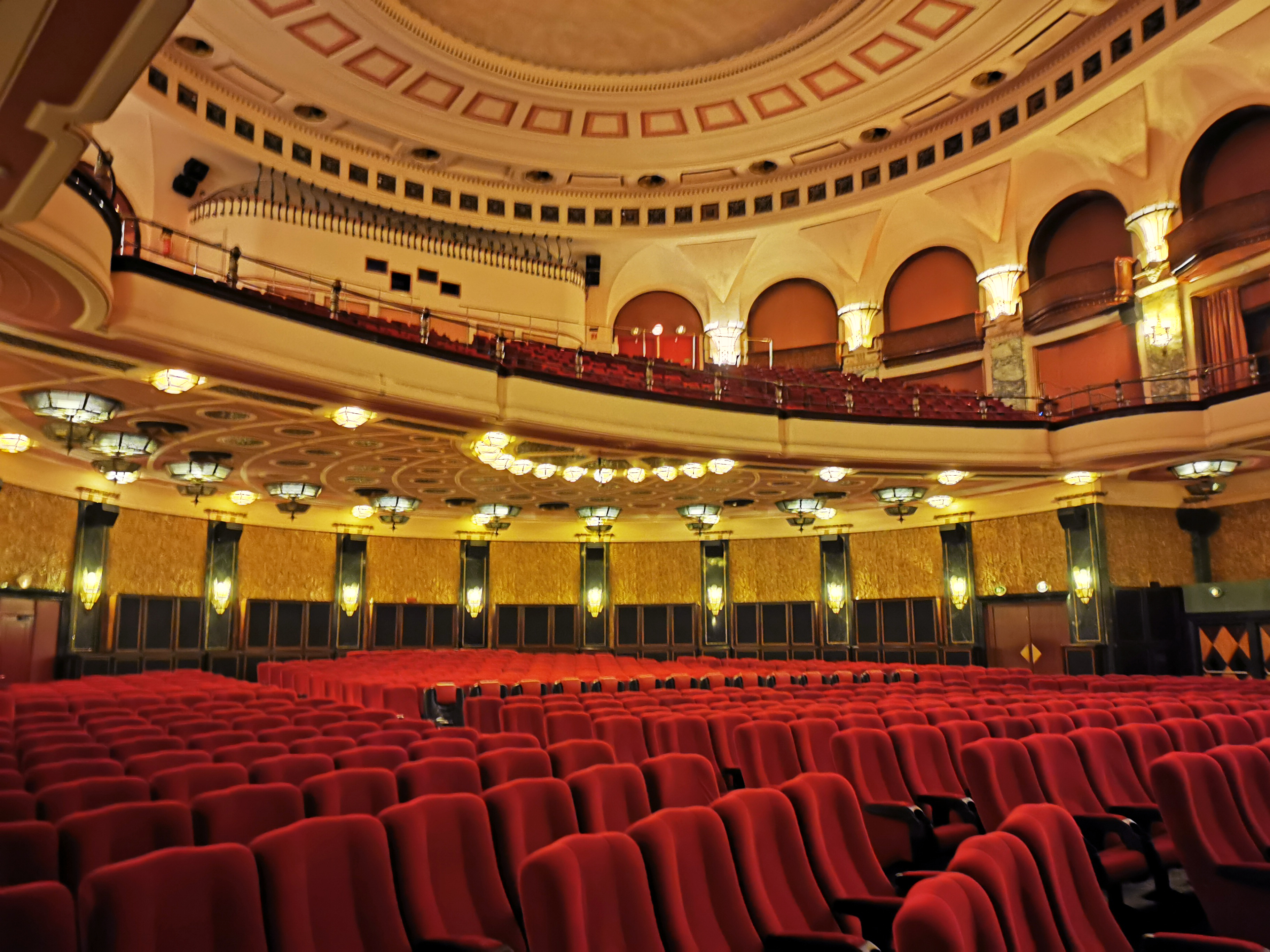
Sala principale
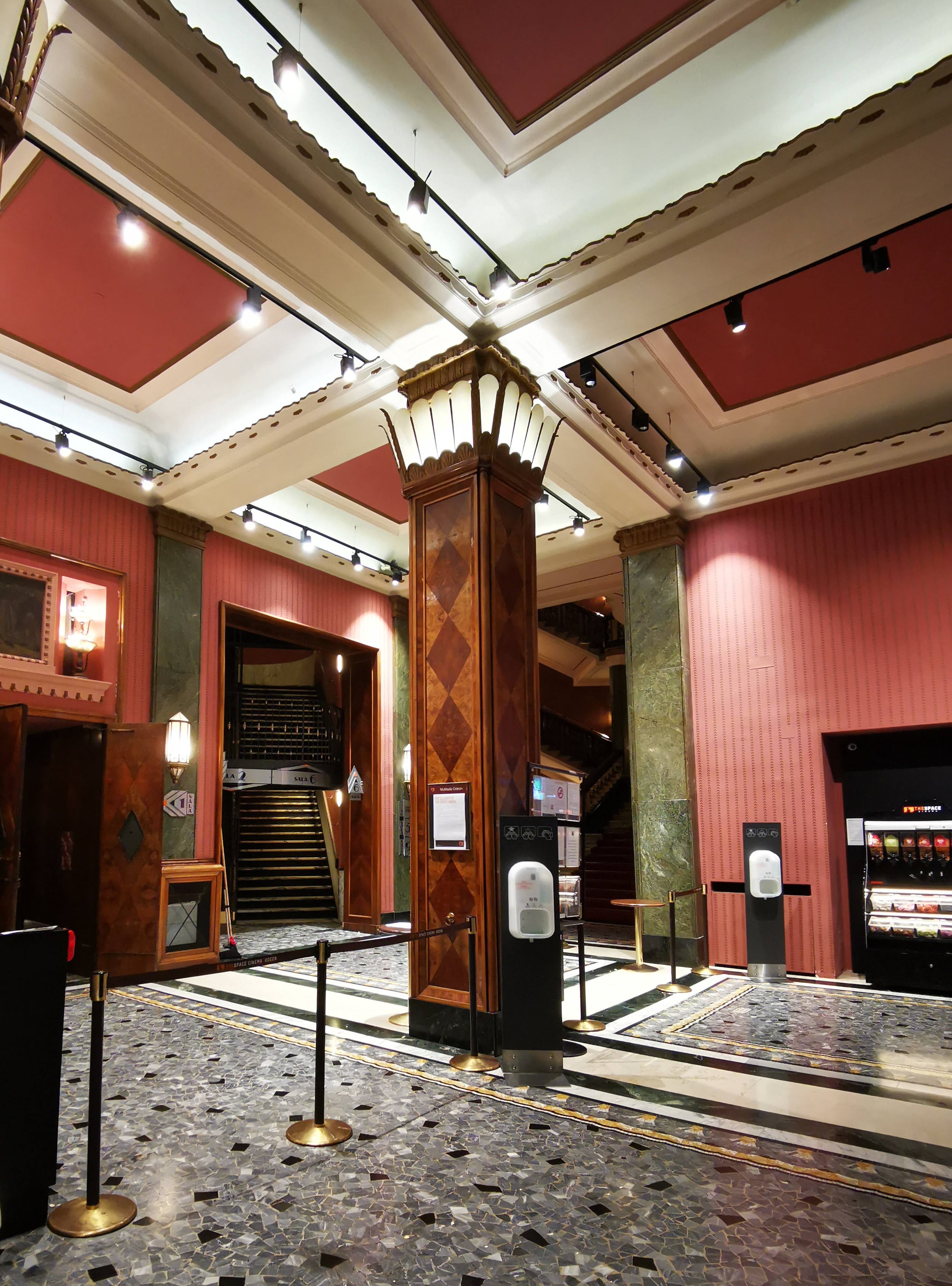
Un angolo dell'ingresso
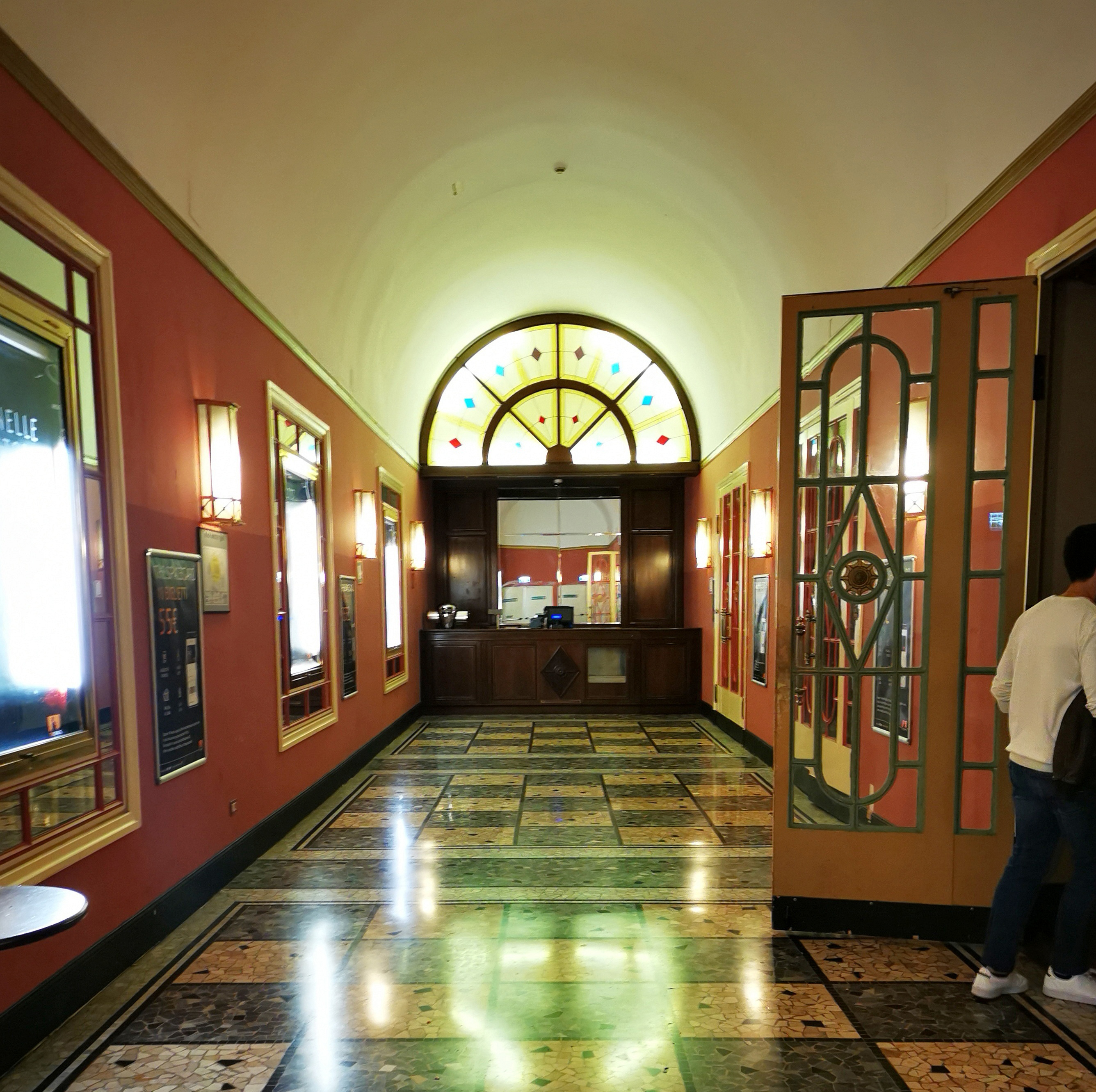
Corridoio per accedere alla sala numero due
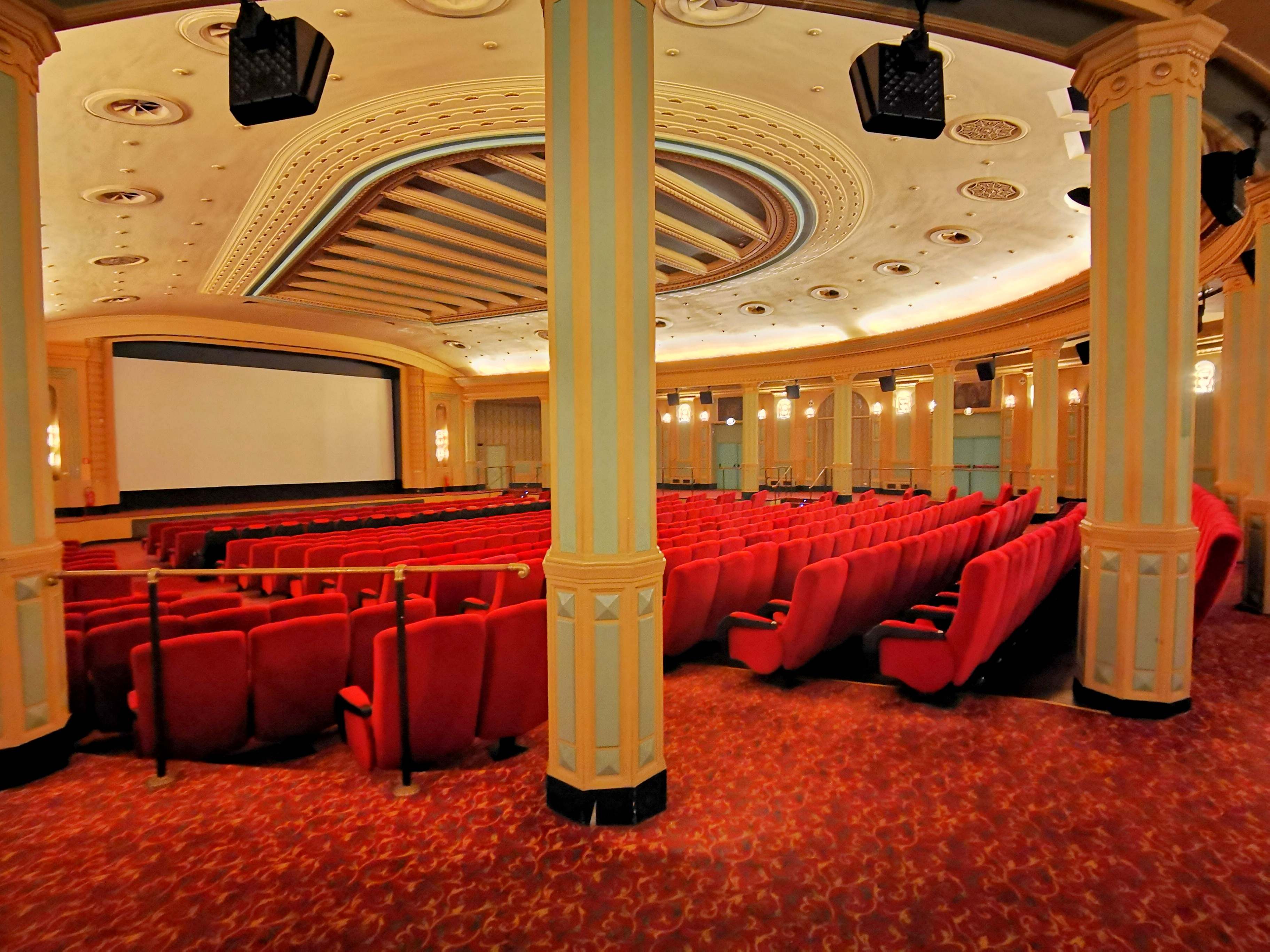
Seconda sala
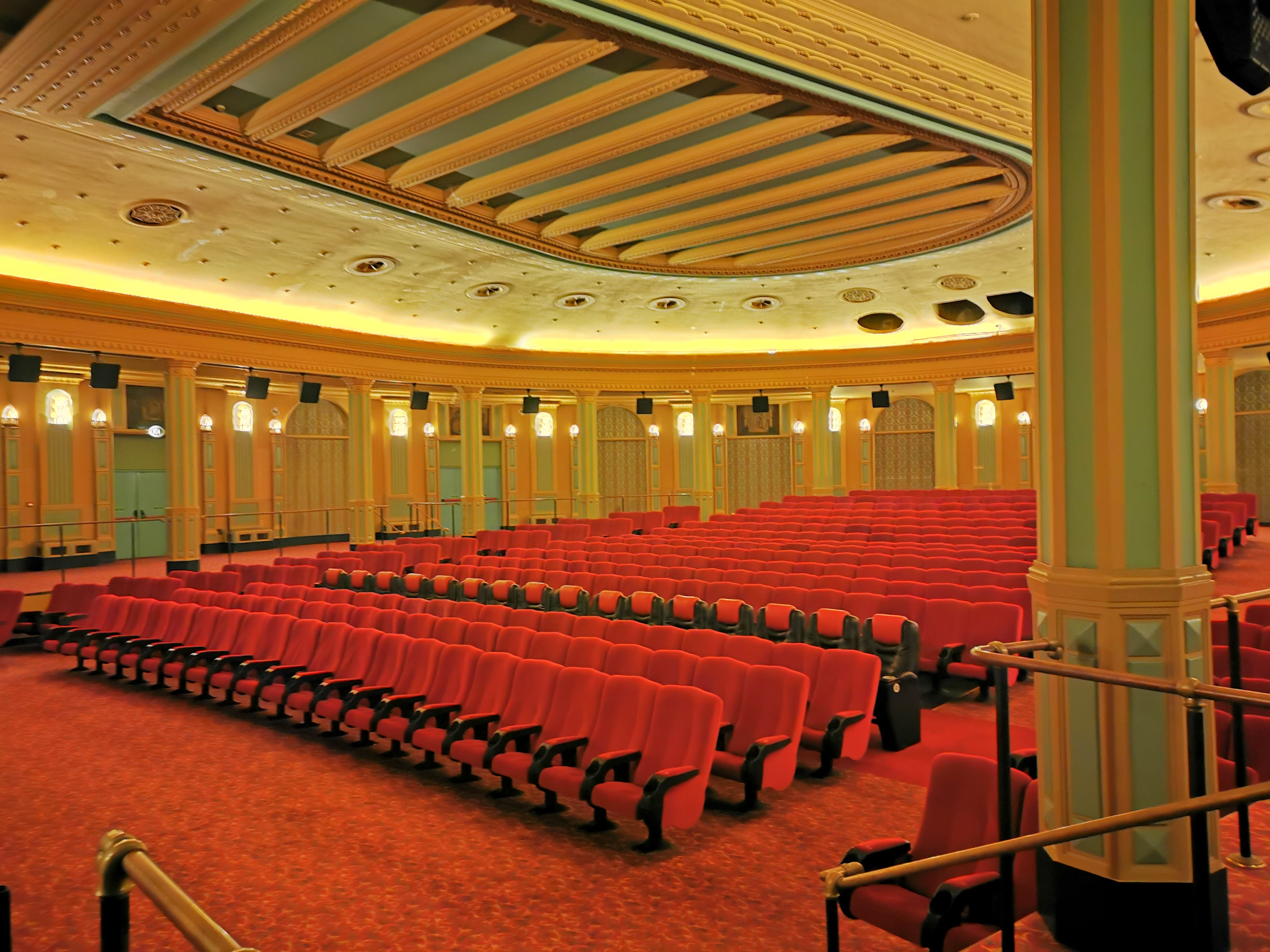
Seconda sala